# ویکتور پشوفسکی
ویکتور پشوفسکی (انگلیسی: Viktor Pečovský؛ زادهٔ ۲۴ مهٔ ۱۹۸۳) بازیکن فوتبال اهل اسلواکی است.
از باشگاه‌هایی که در آن بازی کرده‌است می‌توان به باشگاه فوتبال ژیلینا اشاره کرد.
وی همچنین در تیم‌های ملی فوتبال زیر ۲۱ سال اسلواکی، و زیر ۲۱ سال اسلواکی، و اسلواکی بازی کرده‌است.